# تورال بایراموف
تورال بایراموف (ترکی آذربایجانی: Toral Bayramov؛ زادهٔ ۲۳ فوریهٔ ۲۰۰۱) بازیکن فوتبال اهل جمهوری آذربایجان است.
وی همچنین در تیم‌های ملی فوتبال تیم ملی فوتبال زیر ۱۹ سال جمهوری آذربایجان، زیر ۲۱ سال جمهوری آذربایجان، و جمهوری آذربایجان بازی کرده‌است.